# 小时代：青木时代
《小时代：青木时代》是一部2013年上映的都市青春片，为小时代系列电影的第二部，改编自大陆知名作家郭敬明所著同名系列小说的第一部《小时代1.0折纸时代》及其衍生漫画《小时代1.5青木时代》。本片由和力辰光国际文化传媒（北京）有限公司、上海天娱传媒有限公司、群星瑞智艺能有限公司等联合出品，乐视影业（天津）有限公司和深圳大盛国际传媒有限公司负责发行，并由原著作者郭敬明担当编剧并执导，杨幂、柯震东、郭采洁、凤小岳、郭碧婷、谢依霖、陈学冬领衔主演。剧情上承接前作，讲述了原本亲密无间的四位女生因黑暗秘密的曝光在顾里的生日宴会上不欢而散，此时顾里的父亲又意外去世，林萧亦经历男友劈腿的打击，风雨飘摇之下，顾里接手父亲的公司并与男友顾源一起成功带公司走出困境。
本片与第一部《小时代》一起套拍而成，原定于2013年年底上映。因前作出色的票房表现，片方趁热打铁将档期提前至8月9日，后又再度提前一天至2013年8月8日在中国大陆正式公映。

## 介紹
青春是寒冷黑暗的嶙峋森林，成長是漫長的告別，心是孤獨的捕手。我們最終還是彼此成長為了對方的血色迷宮。也許這條路上我們終將走散，但在此之前，讓我與你為伴。黑暗無邊，與你並肩。

## 劇情
畢業製作圓滿落幕，顧里的生日宴會也隨之到來，但誰也沒有想到，這是一場槍林彈雨的鴻門宴。顧里與南湘的前男友席城的一個骯髒秘密被揭開，導致姊妹反目、兄弟鬩牆。
緊接著顧父事故，顧里被迫接下公司，卻在此時面臨公司被收購的命運，在這場爾虞我詐，每個人心懷鬼胎的收購遊戲中，每個人想要的到底是什麼？誰才會是真正的贏家？ 
林蕭在無意中發現男友簡溪的出軌，儘管親眼見證，傷透了心，卻仍無法完全放下這段多年的感情。而在此同時，她和崇光的關係在一次次的催稿以及病情的纏繞下，似乎漸漸的醞釀著些變化？
一連串的秘密揭露、以及各自的情傷之下，徹底打擊及變化四姊妹的生活，最終是否能夠走出自己的路？是否能夠在黑暗之下，找到相互扶持的光明？

## 角色
| 角色   | 演員   | 簡介 |
| ------ | ------ | --- |
| 林 蕭  | 楊幂   | 宫洺的助理，時代姐妹花一員，喜歡文字，重視友情，性格温和，一直以來覺得自己是一個小人物，簡溪的前女友，因簡溪劈腿，後成為周崇光的女友。                     |
| 顧 里  | 郭采潔 | 富二代， 顧源的女友，稱號是毒蛇女王，但其實刀子嘴豆腐心，時代姐妹花一員，集中了天下所有女人的理智，冷靜，殘酷於一身的女人。                                |
| 顧 源  | 柯震東 | 富二代，是一位英俊且氣質高貴的公子哥。顧里的男友，性格和她有類似的地方，卻沒有她那麼冷酷無情，有非常感性的一面。                                           |
| 宫 洺  | 鳳小岳 | Me雜誌執行主編，林蕭的上司，五官精緻、氣質冷漠，是個像謎一樣的男子。為達成目的與顧里交手。                                                                 |
| 周崇光 | 陳學冬 | 宫洺的同父異母弟弟，頑皮而又溫柔的大男孩，《ME》的專欄作家，天才的拖稿作者。患上胃癌，喜歡林蕭，並與林蕭展開愛情線，後成為林蕭的男友。                     |
| 南 湘  | 郭碧婷 | 擅長畫畫，夢想成為服裝設計師，時代姐妹花一員，美貌出眾，情感細膩，和男友席城自初中相識交往，糾纏至今數度分分合合。有蛇蠍美人的一面，與顧里反目。           |
| 唐宛如 | 謝依霖 | 時代姐妹花一員，肌肉發達頭腦簡單但又不失可爱的奇葩搞笑女，暗戀並追求起衛海。                                                                               |
| 簡 溪  | 李悦铭 | 天秤座，林蕭的初戀男友，性格溫柔純真，有愛心，散漫，愛好打遊戲，外表乾淨俊秀，待人溫和，有紳士風範。青木時代中因林泉出現和林蕭開始產生裂痕，後跟林蕭分手。 |
| 席 城  | 姜潮   | 和南湘自初中開始交往，糾纏至今數度分分合合，愛南湘勝過一切。他是浪子，他危險而又迷人，殘忍而又深情。青木時代中成了摧毁了四姐妹友情的開端。                 |
| 衛 海  | 杜天皓 | 金牛座，運動男孩兒，健康陽光，充滿朝氣。木訥老實卻又魅力四射。簡單而乾淨，宛如的暗戀對象。                                                                 |
| Kitty  | 商侃   | 天蠍座，宫洺的助手，非常崇拜宮洺。林萧的工作伙伴，各個方面的表現大多比林蕭出色的多。能把老板宫洺的每一個決定完美地執行，對待林蕭既有照顧也有競爭。         |
| 葉傳萍 | 王 琳  | 顧源的媽媽，覇道、神氣、刻薄、難纏，唯一能夠和顧里這個伶牙俐齒的冷面美人對抗的女人。                                                                       |
| 袁 藝  | 丁巧唯 | 顧源家生意夥伴的女兒，葉傳萍有意撮合他和顧源，其實早就有男朋友。                                                                                           |
| 林 泉  | 杨菲洋 | 原著中為林汀的妹妹，為報復林蕭勾引簡溪。電影中僅是簡溪的劈腿對象。                                                                                         |

## 宣傳發行

### 宣傳
導演郭敬明在網上打出了“黑暗無邊與你並肩”的主題概念，其後片方發布了全新「Tear」版海報，該系列以“眼淚”為主題，主演在海報中都熱淚盈眶。

### 提早上映
本片原定於2013年賀歲檔上映，但在前作《小時代》於6月底公映並取得不俗票房成績後，片方臨時決定放棄賀歲檔，趁熱打鐵提前至8月9日上映。後又再度提前一天至8月8日上映。

### 票房
2013年8月8日，影片在全国正式上映，首日票房为5400万元（含首映场），在历年国产电影中排名第四（前三名为《西游·降魔篇》、《小时代》、《画皮II》）。首周四天票房共1.72亿元，是该周的票房亞军。至9月1日，票房累積至2.97亿元。
本片在台北共收獲票房276万元新台币。

## 其他

### 提檔爭議
導演郭敬明在2013年7月29日宣布電影《小時代2》提檔一天至同年8月8日，原本同日上映（8月9日）的電影《一場風花雪月的事》的導演高群書發微博稱“这年头流行为了挣钱不要脸了么？唉。”此舉被外界解讀為對於《小時代2》提檔的不滿，而隨後《一場風花雪月的事》在8月1日也宣布電影提檔至8月8日。

### 續集電影
2013年新聞報道，华策影视相关负责人向记者透露，公司已获得《小时代3》和《小时代4》电影版权，将作为主要投资方参与上述两部电影的拍摄与制作。2013年11月有网友在微博称，乐视影业计划《小时代3：锋银时代》于明年7月20日上映，年底开拍，《小时代4：鸣钻时代》也在筹备中，很可能在2015年暑期档上映(以下简称《小时代3》《小时代4》)。导演郭敬明在在2013年11月24日於他個人的微博表示《小时代3：刺金时代》（《小時代3》）12月正式拍攝及於明年夏天上映。